# バーチェルサバンナシマウマ
バーチェルサバンナシマウマ（英名：Burchell's zebra・学名：Equus quagga burchelli）は、奇蹄目ウマ科に属するサバンナシマウマの亜種の一つ。バーチェルシマウマ、ダマラランドシマウマ（ダマラシマウマ）、ズールーランドシマウマと言われる。

## 分類
名前の由来は、イギリスの博物学者のウィリアム・ジョン・バーチェルがこのシマウマを初めてヨーロッパに連れ帰ったことによる。
絶滅種であるクアッガとの分類上の関係性は議論の対象であり、「両種は同一種である」「クアッガは現行のバーチェルサバンナシマウマの各亜種とクアッガは別種である」「クアッガが将来的にバーチェルサバンナシマウマの新亜種として追加される可能性」という異説が存在している。仮に両種が同一種であるならば、クアッガの絶滅認定が消失し、クアッガの学名が E. quagga quagga に、バーチェルサバンナシマウマの学名が E. quagga burchell に変更されることが示唆されている。

## 特徴
体長2.5メートル、肩高1.5メートル。脚には縞がなく足が白くなっている（後脚の踵には時に縞が現れる事がある）。体には同亜種のチャップマンシマウマ同様、黒縞と白縞の間に薄いかげ縞があリ、チャップマンシマウマよりも縞が細い。他のサバンナシマウマの亜種と同じく肉食獣から身を守るため、オグロヌーまたはオジロヌー、ダチョウとともに集団を作って生活している。
かつてはナミビアから南アフリカ共和国にかけての南部アフリカの草原地帯に生息していたが、現在ではナミビア北部のエトーシャ塩湖周辺、ボツワナ南部やマラウイ・ザンビアのニイカ高原、クワズール・ナタール州・エスワティニに生息している。一度絶滅したとされた。

## 人間との関係

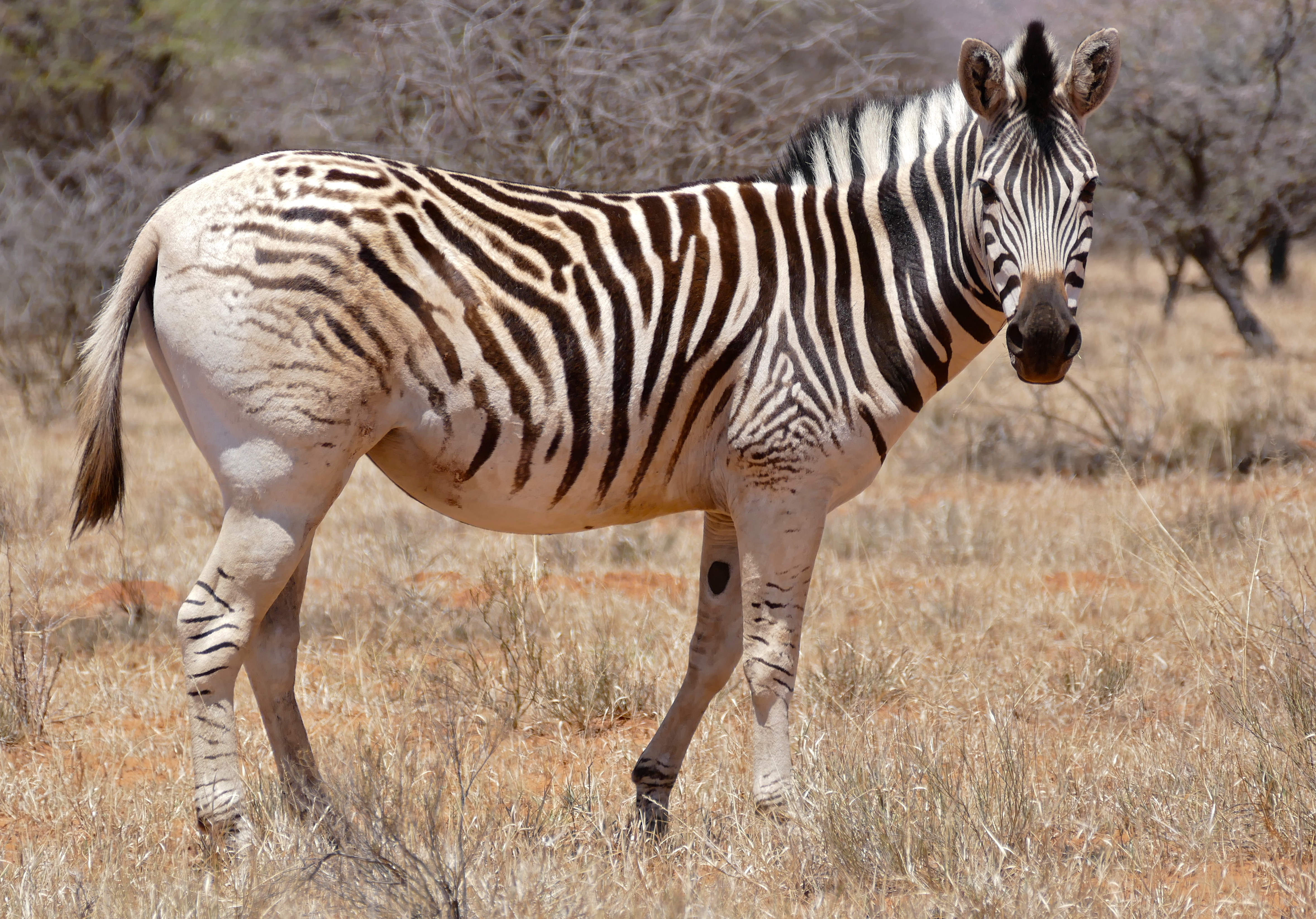
「クアッガプロジェクト」の飼育個体の一頭。下半身の縞模様に通常のバーチェルサバンナシマウマからの変化が見られる。

一度は絶滅したと言われた程に激減した主な原因は、肉や皮を目的とした乱獲である。1870年頃にはすでに南アフリカの周辺では野生の群れは見られなくなっており、大地主や動物園に飼われたものだけが生き残っていた。それらの最後のものが死んだのが1910年、ロンドン動物園でのことである。
これを最後にバーチェルサバンナシマウマは絶滅したとみられていたが、2004年にナミビア北部のエトーシャ塩湖周辺で再発見された。また、クアッガの再現種の産出と脱絶滅を目的とする「クアッガプロジェクト」のため、エトーシャ国立公園からモカラ国立公園やカルー国立公園に人為的に放たれた。